# Качок Доге и Чимс

Шаблон мема: слева Качок Доге, справа Чимс

Swole Doge vs. Cheems (с англ. — «Качок Доге против Чимса», чаще Качок Доге и Чимс, также Buff Doge vs. Cheems) — интернет-мем про двух собак породы сиба-ину Доге и Чимса, ставший популярным летом 2020 года. Представляют собой шаблон для сравнения двух любых предметов или явлений: Доге олицетворяет силу, стойкость, уверенность, а Чимс — слабость, трусость, беспомощность. Особенно часто шаблон используется для ироничного сравнения «славного прошлого» и «скатившегося настоящего».

## История

### Предыстория
Doge (с англ. — «Доге»; наст. имя — Кабосу, яп. かぼす) стал интернет-мемом ещё в 2013 году. Обычно содержит фотографию собаки породы сиба-ину по имени Кабосу, часто с текстом на фотографии, набранным в Comic Sans MS с использованием различных цветов. В 2019 году появился новый мем Swole Doge (с англ. — «Накачанный Доге» или «Качок Доге»): голову Доге прифотошопили к фигуре мускулистой антропоморфной собаки.
В 2017 году популярность обрёл ещё один сиба-ину — Чимс (англ. Cheems; наст. имя — Болци, кит. 波子). В некоторых тогдашних мемах этот пёс дерзко нападает на Доге. В 2020 году нахлынула его вторая волна популярности. В новой версии персонаж стал олицетворением нытика с дефектами речи: он мямлит, добавляя букву «м» посреди слов.

### Популярность
В мае 2020 года — в Интернете начал распространяться новый мем, объединивший Качка Доге и Чимса. Его использовали, чтобы иронично сравнивать одно и то же явление в разных ситуациях или в прошлом и настоящем (обычно в пользу прошлого). Зачастую мем противопоставляет молодых людей из 20 века, готовых ко всем тяготам жизни, и современных подростков, которые уже не представляют существования без мобильных устройств. В июле 2020 года художник из США Велли Чанг потратил целые выходные на создание 3D-моделей Доге и Чимса. 
В конце 2020 года пользователи соцсети «ВКонтакте» выбрали главные мемы через голосование в мини-приложении «Битва мемов». «Качка Доге и Чимса» поместили на 10 место. Во время протестов в России в январе 2021 года МВД РФ в своем Twitter-аккаунте предупредило желающих принять участие в несанкционированных акциях протеста об уголовной ответственности, прикрепив к твиту один из главных мемов 2020 года «Качок Доге и Чимс». На фоне Доге написано «Когда нарушаешь общественный порядок в толпе», а рядом с Чимсом — «Когда потом оправдываешься в отделе полиции».

### Смерть собак
18 августа 2023 года в возрасте 12 лет пёс Болци, фото которого стало прототипом Чимса, скончался после проведения операции (торакоцентез) по удалению раковой опухоли.
Утром 24 мая 2024 года в возрасте 18,5 лет вследствие лейкемии умерла собака Кабосу, фото которой стало прототипом мема Доге.